# Ptychocheilus lucius
Ptychocheilus lucius (engl. Colorado Pikeminnow, auch Colorado Squawfish (veraltet), span. Carpa Gigante del Colorado oder Pez Squaw del Colorado) ist die größte in Nordamerika beheimatete Art der Gattung Ptychocheilus.

## Beschreibung
Ptychocheilus lucius hat eine langgestreckte, hechtähnliche Körperform. Der kegelförmige, etwas abgeflachten Kopf nimmt fast ein Viertel der Körperlänge ein. Seine Färbung variiert von einem hellen olivgrün bis zu leicht gelblichen Farbtönen an den Flanken und einem silbrig-weißen Bauch.
Jungfische besitzen einen dunklen Fleck auf der Caudalflosse. Rücken- und Afterflosse haben jeweils neun Flossenstrahlen. Colorado Pikeminnows können Körperlängen von bis zu 180 Zentimetern erreichen und gehören damit mit zu den größten Karpfenfischen der Welt. Der größte mit der Angel gefangene Colorado Pikeminnow stammte aus dem Colorado River und wog 36,29 Kilogramm bei einer Länge von 152 Zentimetern. Berufsfischer hatten Exemplare bis über 45 Kilogramm Gewicht aus dem Colorado River gefangen.
Im Jahr 1960 gefangene Exemplare mit einer Körperlänge von 60 Zentimetern wiesen ein Lebensalter von elf Jahren auf, im Jahr 1990 gefangene Exemplare nur eine Länge von 34 Zentimetern. Das maximale Lebensalter wird auf 40 Jahre geschätzt.

## Verbreitung und Lebensraum
Ptychocheilus lucius kommt endemisch im Colorado River im  Südwesten der USA vor. Er gehört dort zusammen mit Fischarten wie dem Bonytail Chub (Gila elegans), Humpback Chub (Gila cypha) und Razorback Sucker (Xyrauchen texanus) zu den stark gefährdeten Fischarten. Colorado Pikeminnow halten sich bevorzugt im Stauwasser von turbulenten, schnellströmenden und trüben Flüssen des Colorado-Beckens auf. Adulte bevorzugen tiefe Pools mit Sand oder Kiesgrund. Man findet sie außerdem in den Bundesstaaten Arizona, Kalifornien, Colorado, Nevada, New Mexico, Utah  und Wyoming, sowie im nördlichen Mexiko. Dammbau und Veränderungen des Lebensraumes haben das Verbreitungsgebiet der Fischart auf den Oberlauf des Colorado Rivers und seine Nebenflüsse wie Green River, Gunnison River, White River, San Juan River und Yampa River verschoben. Eingeführt wurde Ptychocheilus lucius in den Salt River und Verde River.

## Lebensweise
Jungfische von Ptychocheilus lucius fressen Plankton und Insektenlarven und werden bei einer Länge von 30 Zentimetern zu Raubfischen, die sich fast ausschließlich von Beutefischen ernähren. Ihre Geschlechtsreife erreichen sie mit einem Alter von fünf bis sieben Jahren. Die Fische brechen im Frühling und Frühsommer zu ausgedehnten Laichwanderungen auf. Noch in den 1900er Jahren war Ptychocheilus lucius der Spitzenprädator im Flusssystem des Colorado. Erzählungen zufolge sollen Siedler besonders große Exemplare dieser Fischart mit Mäusen, Vögeln und kleinen Kaninchen als Köder gefangen haben.

## Nutzung
Der Colorado Pikeminnow war, bevor sein Bestand mit Ankunft der ersten weißen Siedler stark zurückging, ein wichtiger Speisefisch der indianischen Bevölkerung. Auch für die ersten europäischen Siedler war er eine wichtige Nahrungsquelle. Ein großes Exemplar konnte eine ganze Familie ernähren. Sie nannten ihn aufgrund seines Wanderverhaltens „White Salmon“, den Weißen Lachs.
Im Jahr 1967 wurde Ptychocheilus lucius als stark gefährdete Tierart gelistet, nachdem sein Verbreitungsgebiet und die Individuendichte der Population stark zurückging. In den 1960er Jahren wurde von der Regierung das Fischgift Rotenon in den Green River und San Juan River appliziert, um die native Fischfauna zu vernichten und den Fluss danach mit Sportfischen wie Regenbogenforellen oder Schwarzbarsch zu besetzen.

### Maßnahmen zum Schutz der Bestände
Im Lebensraum von Ptychocheilus lucius wurden Fischtreppen eingebaut, um der Art den Laichaufstieg flussauf- und abwärts zu ermöglichen. Das Einführen nicht nativer Fischarten ist in den USA mittlerweile stark reglementiert. Der Fortschritt im Neuaufbau der Population des Colorado Pikeminnow ist aufgrund der hohen Kosten und der Konflikte mit dem Angeltourismus noch sehr gering. Da der Colorado Pikeminnow heute weder eine Rolle als Speisefisch noch einen bedeutenden Platz als Sportfisch besitzt, werden seine Schutzmaßnahmen kontrovers diskutiert.

## Systematik
Ptychocheilus lucius gehört zur Gattung Ptychocheilus; die Art bildete sich stammesgeschichtlich vor ca. 3 Millionen Jahren.